# On Fire
"On Fire" es el quinto sencillo del grupo francés Modjo. Es la décima pista del primer álbum del grupo.

## Producción
La canción se hizo a partir de un sample de un tema del productor francés Cerrone llamado "Rocket In The Pocket", del álbum de 1978 "The Golden Touch".Se publicó en el álbum Modjo en 2001, y un año más tarde en forma de sencillo. Es el último sencillo publicado por el grupo, y ha sido remezclado por varios artistas, entre los que cabe destacar a Armand Van Helden.

## Lista de canciones
·On Fire (Armand Van Helden Vocal Mix) 8:28
·On Fire (Album Version) 6:35
·On Fire (Archigram's "When What" Remix) 7:15
·On Fire (Demon Remix) 7:43
·On Fire (Armand Van Helden Dub Mix) 7:18
·On Fire (DYRT Radio Edit) 3.55